# Hanging in the Balance
Hanging in the Balance è il quinto album in studio dei Metal Church, pubblicato nel 1993.

## Tracce
1. Gods of a Second Chance – 5:23
2. Losers in the Game – 5:08
3. Hypnotized – 4:43
4. No Friend of Mine – 3:58
5. Waiting for a Savior – 5:48
6. Conductor – 4:10
7. Little Boy – 8:13
8. Down to the River – 5:01
9. End of the Age – 7:17
10. Lovers and Madmen – 2:51
11. A Subtle War – 4:13

### Bonus track
1. Low To Overdrive (bonus track per la versione europea) - 04:27
2. Start The Fire (live)  - 04:17
3. Fake Healer (live) - 05:27
4. Losers In The Game (live) - 05:05

## Formazione
- Mike Howe – voce
- John Marshall – chitarra
- Craig Wells – chitarra
- Kirk Arrington – batteria
- Duke Erickson – basso